# Plectris binotata
Plectris binotata är en skalbaggsart som beskrevs av Blanchard 1850. Plectris binotata ingår i släktet Plectris och familjen Melolonthidae. Inga underarter finns listade i Catalogue of Life.